# 翠銅鉱
翠銅鉱（すいどうこう、Dioptase）は、銅を含むケイ酸塩鉱物の一種。
18世紀後半、ロシア帝国のアルティン＝チュベ（Altyn-Tyube）銅山（現在のカザフスタン・カラガンダ州）で発見され、当初はエメラルドと誤認されていた。しかしエメラルドと違ってへき開があり、硬度も低いことから別鉱物であると判明。1797年にルネ＝ジュスト・アユイにより、「結晶を通してへき開が見える」という意味を込めて ギリシャ語で「通して」を意味する"dia"、「視覚」を意味する"optima"から命名された。
現在ではカザフスタンやコンゴ共和国、ナミビアで産する。美しい緑色の結晶で産することから、鉱物標本として人気があるが、硬度が低く砕けやすいため宝飾に用いられることは少ない。塩酸などの酸にも侵される。